# Френки
Френки (изворно Frenkie), рођен као Аднан Хамидовић (Бијељина, 31. мај 1982) босанскохерцеговачки је репер и аутор хип хоп текстова.

## Биографија
Аднан Хамидовић рођен је у Бијељини, 31. маја 1982. године, где је живео до 1992. године. Након избијања рата са породицом се сели у Нирнберг, у Немачку, где је живео до 1998. године. Прве додире с хип хопом имао је Немачкој где се бавио цртањем графита и где је почео с писањем првих текстова који су били на немачком језику. По повратку у Босну, долази у Тузлу, узима спреј у руке и у потпуности наредни период свог живота посвећује цртању графита. 
По оснивању емисије FMJAM на радију Камелеон, упознаје DJ Емира и DJ Ерола који су водили ту емисију и с њима у подруму радио Камелеона ради прве демо снимке. Френки је члан групе Прљави Анђели (Френки, Кома, Мире) која касније постаје део Дисциплинске комисије основане 1999. године, а коју су чинили Едо Маајка, Кома, Мире, Хамза и Френки као MC-ији, a DJ је Емир. По оснивању, група ради пар демо снимака, да би се Едо Маајка потом вратио у Загреб и снимио две песме које ће му донети уговор с издавачком кућом Менарт. Након издавања свог првог албума Слушај матер, Едо Маајка добија велики број понуда за концерте и креће на велике турнеје широм територија бивше Југославије, а Френки му се придружује као back-up MC. Енергичног и брзог репера као што је Френки публика је одмах упамтила. Наставља рад с Дисциплинском комсијом, а паралелно снима и прве самосталне радове, а следе и гостовања на албуму српског репера Марчела (песма Крем де ла крем на албуму De facto) и Еде Маајке (песма Не-мо-жеш на албуму Но сикирики).
Свој први соло албум Одличан CD издаје 2005. године, а гости на албуму су Едо Маајка, Хамаз, Марчело и Флипстар. За песму Хајмо их рушит, Френки добија Даворина за најбољу вокалну сарадњу (са Едом Маајком), а добија и Златну Куглу за најбољег новог извођача 2005. године. Као члан покрета Доста, са King Mire-том 2006. године издаје истоимени албум. Трећи албум Повратак Цигана изашао му је 2007. године, да би следеће године снимио Покрени се EP, који је био намењен само за интернет дауннлоуд.

## Дискографија
- Одличан CD (2005)
- Доста (2006)
- Повратак цигана (2007)
- Покрени се (ЕП) (2008)
- Протуотров (2009)
- Тројанац (2012)
- Путања (2016)
- Егзил (2017)
- 20/20 (2019)
- Stari Frenkie (2021)
- Dunya (2023)